# Paws and Claws Pet Vet
Paws and Claws Pet Vet è un videogioco di simulazione di una clinica per animali sviluppato da Radon Labs e pubblicato da DTP Entertainment per Microsoft Windows nel 2005 e da THQ nel 2007 per Nintendo DS.